# Brastel Telecom
Brastel Telecom (АО Брастел Телеком)  (яп. ブラステル株式会社 бурасутеру кабусики гайся) — японская телекоммуникационная компания, головной офис которой находится в Токио. Брастел распространяет карточки предоплаты для международных и междугородных переговоров в сети круглосуточных магазинов на территории Японии. Основные клиенты — преимущественно иностранные граждане, проживающие на территории Японии, туристы или бизнесмены. Опрос общественного мнения, проведённый в 2005 году службой Video Research показал, что 45 % иностранцев в Японии пользуются услугами компании Брастел.
Компания Брастел была основана в 1996 году и изначально предоставляла своим клиентам телефонные услуги обратного вызова (callback). Вскоре после этого они расширили свою деятельность, начав распространять предоплатные карты связи с постоянным пополнением баланса и с 2007 года — услуги IP-телефонии.
Компания также участвует в различных мероприятиях для бразильского сообщества как в Японии, так и за рубежом. В 2005 году была образована дочерняя компания Тупиникин Энтэртэйнмент, которая стала организовывать кинофестивали и концерты, содействуя развитию латиноамериканской культуры в Японии.

## Сотрудничество
- NTT
- KDDI
- EMOBILE Limited
- Всемирная продовольственная программа
- American Airlines
- Planet Hollywood
- All Nippon Airways
- Philippine Airlines
- Philippine National Bank
- Thai Airways
- Korean Air
- Iraqi Airways
- Srilankan Airlines
- Malaysia Airlines
- Газета The Daily Yomiuri
- Egypt Air
- The Japan Times
- Financial Times
- Pakistan International Airlines
- Air China

## История

### Основание
Компания Брастел, основанная в 1996 году, начинает предоставлять услугу обратного вызова (callback), ориентируясь преимущественно на бразильское сообщество в Японии. В 1998 году Брастел заключает договор с компанией KDDI (бывшая KDD) на передачу связи непосредственно из Японии. В течение последующих двух лет компания разрабатывает услугу международной связи по карточке предоплаты. В 2000 году была выпущена карточка Брастел, которая стала распространяться бесплатно по всей Японии. Вскоре после этого Брастел заключает договор с компанией NTT Comware на внедрение электронной оплаты по системе Смарт Пит — без купонов, посредством сканирования штрихкода с карточки.

### Развитие
В 2002 году компания Брастел получает лицензию Оператора международной телефонной связи общего типа номер Ⅱ на предоставление телекоммуникационных услуг посредством подключения к PSTN (телефонной сети общего пользования), благодаря чему компания приобретает контроль над качеством связи и снижает тарифы. Одновременно с этим событием Брастел начинает предоставлять свои собственные номера соединения. И вскоре после этого компания выходит на международный рынок, открыв офис в Калифорнии, США, ориентируясь на японское и латиноамериканское сообщества.

### Эра Интернета
С 2006 года всё большую популярность приобретает широкополосный Интернет со своими технологиями, позволяющими совершать бесплатные звонки. Примеров такого ноу-хау много: Skype, Google Talk и iChat. Брастел, чтобы не отстать от мировых технологий, запускает для своих клиентов сервисное обслуживание в режиме онлайн на английском и японском языках. В апреле этого же года Брастел открывает свой офис в Сан-Паулу, Бразилии.
В январе 2007 года компания Брастел запускает услугу FLIP, позволяющую клиентам осуществлять и принимать звонки по Японии и по всему миру через сеть Интернет, используя технологию VoIP. А ещё через 3 месяца — услугу Basix, разработанную на основе ASP. Эта услуга рассчитана на предприятия малого и среднего звена и предоставляет все основные функции бизнес телефонии (УАТС) без потребности в крупных начальных капиталовложениях.

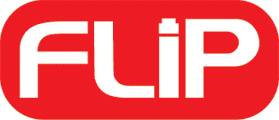
Flip лого
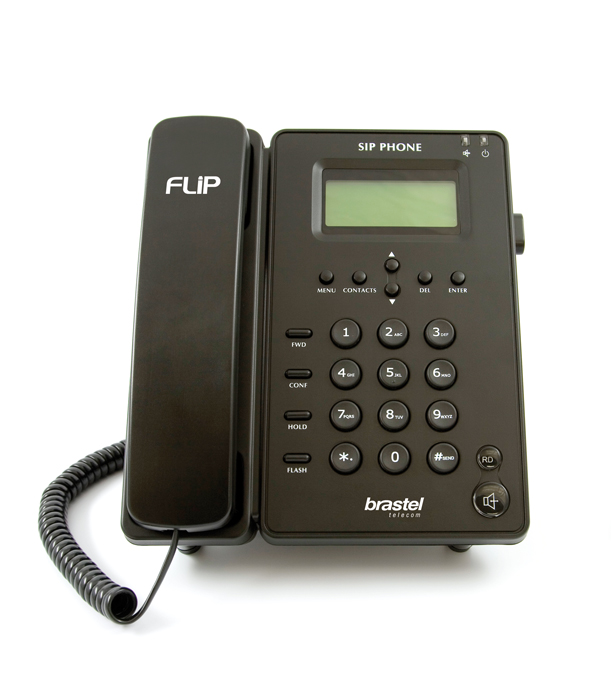
Flip телефон
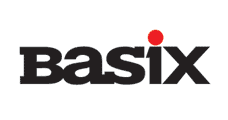
Basix лого

## Культурная деятельность
В 2006 году Брастел открывает дочернюю компанию Тупиникин Энтэртэйнмэнт, деятельность которой, главным образом, основывается на организации музыкальных и кинофестивалей, шоу-проектов модельеров, дизайнеров и архитекторов и других мероприятий в сфере культуры и искусства Бразилии.

## Интересные факты
- В рабочее время служащие компании не носят деловой костюм и галстук.
- Хотя официальными языками компании считаются японский, английский и португальский, сотрудники компании общаются более чем на пятнадцати языках мира между собой. В связи с тем, что большинство служащих — иммигранты из Бразилии, во многих аспектах в жизни компании так или иначе превалирует бразильская культура, например, дважды в неделю приезжает «магазин на колёсах» с бразильским продуктами, или можно ежедневно заказывать бразильское бэнто с доставкой непосредственно в компанию.
- В прошлые годы в компании проводились фестивали международной кухни, где сами служащие готовили и покупали традиционные блюда из разных стран, а вырученные деньги отправляли в Камбоджу на строительство школы для детей.
- Служащие компании приняли участие в пожертвованиях пострадавшим от атипичной пневмонии (ТОРС) в 2003, семьям жертв цунами в 2004, а также потерпевшим Сычуаньское землетрясение в 2008 году.